# Gongromyia bulla
Gongromyia bulla är en tvåvingeart som beskrevs av Jason Gilbert Hayden Londt 2002. Gongromyia bulla ingår i släktet Gongromyia och familjen rovflugor. Inga underarter finns listade i Catalogue of Life.